# Epitaph für Elisabeth Moser

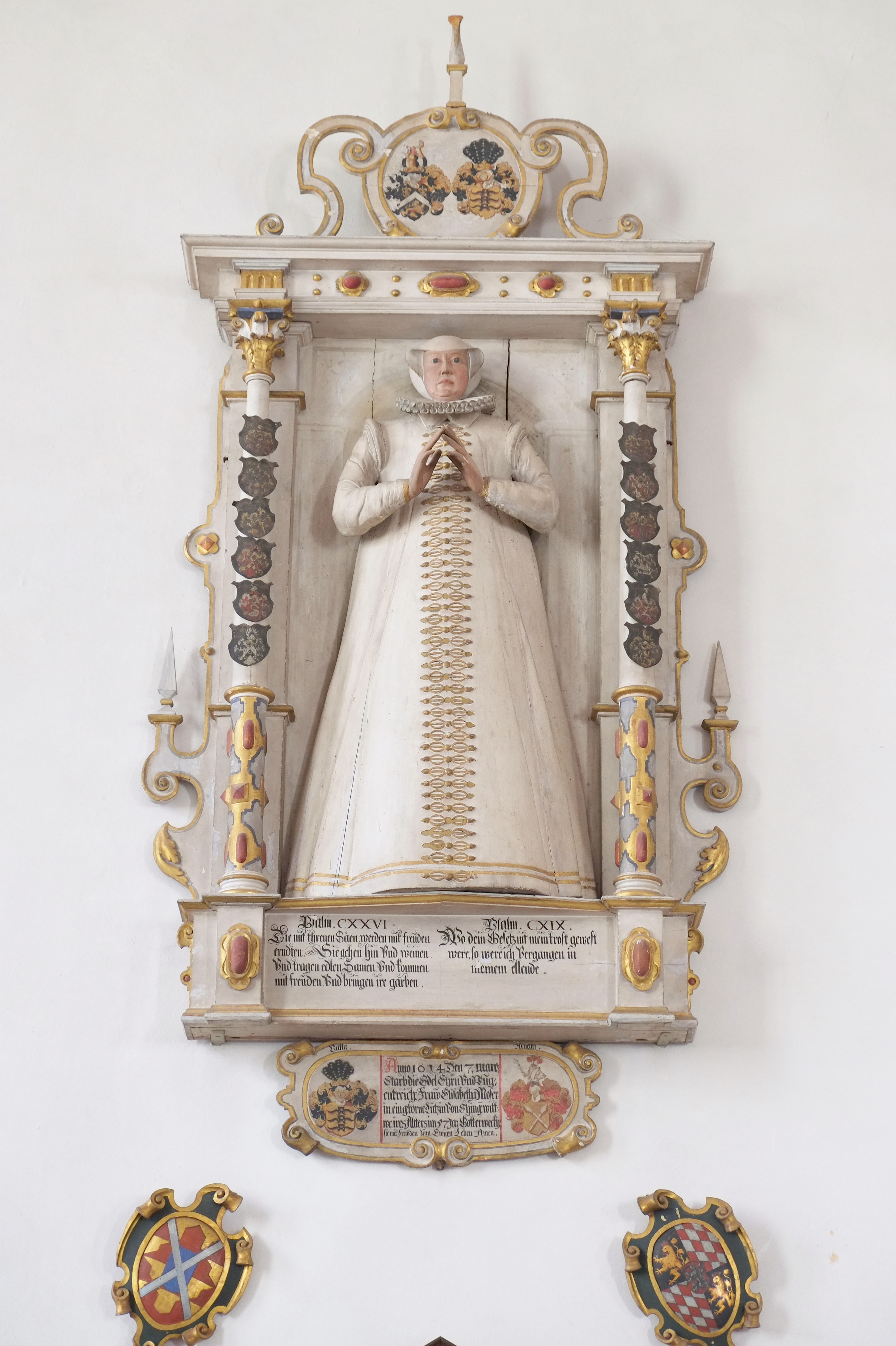
Epitaph für Elisabeth Moser

Das Epitaph für Elisabeth Moser († 7. März 1614) befindet sich im Chor der evangelischen Stadtpfarrkirche St. Jakob in Oettingen in Bayern, einer Stadt im Landkreis Donau-Ries. Das Epitaph ist ein Teil der als Baudenkmal geschützten Kirchenausstattung.

## Beschreibung
Das farbig gefasste Renaissance-Epitaph für Elisabeth Moser, geb. Luz, aus Ehingen am Ries ist 2,80 m hoch und 1,60 m breit. Das Holzepitaph mit lebensgroßer Darstellung der Verstorbenen ist nahezu vollplastisch. Auf den seitlichen Säulen sind je sechs Familienwappen angebracht. Die Basis, auf der zwei Psalmen stehen, ist außen mit Diamantsteinen besetzt. Im Auszug und unteren Anschwung sind Allianzwappen zu sehen.